# Бела-Виста-ди-Минас
Бела-Виста-ди-Минас (порт. Bela Vista de Minas) — муниципалитет в Бразилии, входит в штат Минас-Жерайс. Составная часть мезорегиона Агломерация Белу-Оризонти. Входит в экономико-статистический микрорегион Итабира. Население составляет 10 032 человека на 2006 год. Занимает площадь 108,606 км². Плотность населения — 92,4 чел./км².

## История
Город основан 29 апреля 1964 года.

## Статистика
- Валовой внутренний продукт на 2003 год составляет 31 491 324,00 реалов (данные: Бразильский институт географии и статистики).
- Валовой внутренний продукт на душу населения на 2003 год составляет 3165,91 реалов (данные: Бразильский институт географии и статистики).
- Индекс развития человеческого потенциала на 2000 год составляет 0,738 (данные: Программа развития ООН).

## География
Климат местности: горный тропический.